# Грабар Назар Миколайович
Грабар Назар Миколайович — український танцюрист, блогер і модель. Боєць ЗСУ. Входить у 10 найкращих солдатів-блогерів.

## Біографія
Народився 20 вересня 1992 року в селі Капулівка Дніпропетровської області. Має рідного брата Іллю, який є музикантом та музичним продюсером. Коли Грабар був ще дитиною, його родина перебралася до Нікополя. Там він вступив до танцювальної школи Bronx.
З дитинства він заїкався. Закінчив Київський національний економічний університет імені Вадима Гетьмана.
Потрапив у шоу «Танцюють всі». Після цього кар'єра пішла вгору. Він знімався в кліпах групи «Время и Стекло», був учасником шоу-балету групи і співачки Світлани Лободи.
Має майже 400 тис. підписників у Тік-ток.
Був одружений з танцюристкою гурту Лобода — Катериною Кузьменко, у 2022 році офіційно розлучилися.
24 грудня 2022 на війні, під Бахмутом, загинув брат Назара — звукорежисер Ілля Грабар.